# Tragelaphus strepsiceros bea
Sous-espèce
Tragelaphus strepsiceros bea est une sous-espèce du Grand Koudou (Tragelaphus strepsiceros).

## Systématique
Pour BioLib, cette sous-espèce serait synonyme de Tragelaphus strepsiceros chora Cretzschmar, 1826.